# 1821 en Lorraine
Chronologie de la Lorraine
- 1817
- 1818
- 1819
- 1820
- 1821
- 1822
- 1823
- 1824
- 1825

Cette page est une liste d'événements qui se sont produits durant l'année 1821 en Lorraine.

## Événements

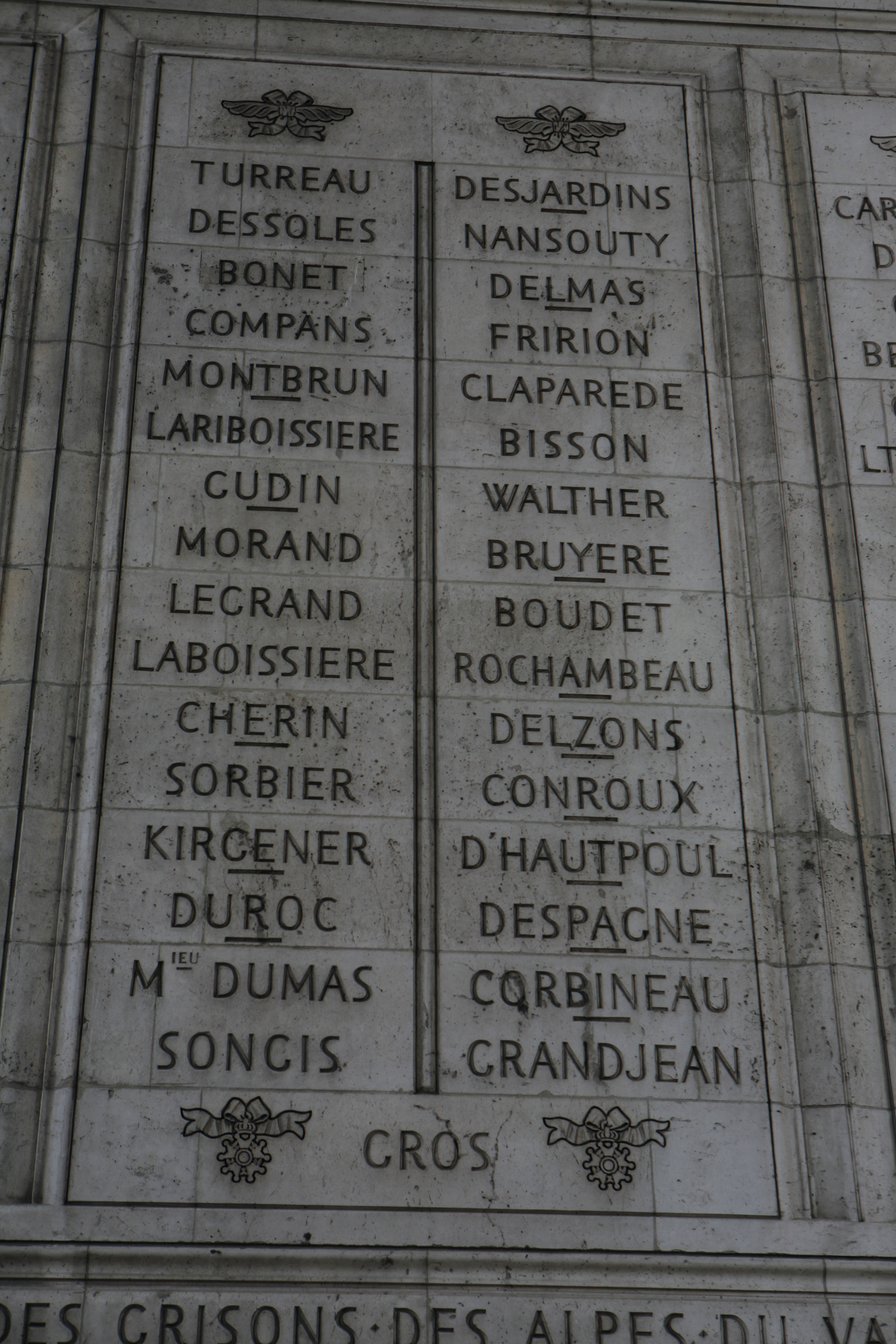
Le nom de Grandjean sur l'Arc de triomphe à Paris.

- Député élu du département de la Meurthe : Charles Louis Dieudonné Grandjean, il prit place sur les bancs de l'opposition
- Est élu député du collège de département de la Moselle : Pierre Charles Maud'huy, siégeant au centre de 1821 à 1824.
- Importation d'Angleterre des premiers métiers à tisser installés dans les Vosges[1].

- 30 janvier : deux brebis empoisonnées sont disposées dans le bois près d'Augny afin de piéger deux loups[2].

### Presse écrite
- Lancement du mensuel Le Bon cultivateur - recueil agronomique, publié par la Société centrale d'agriculture de Nancy[3].

## Naissances

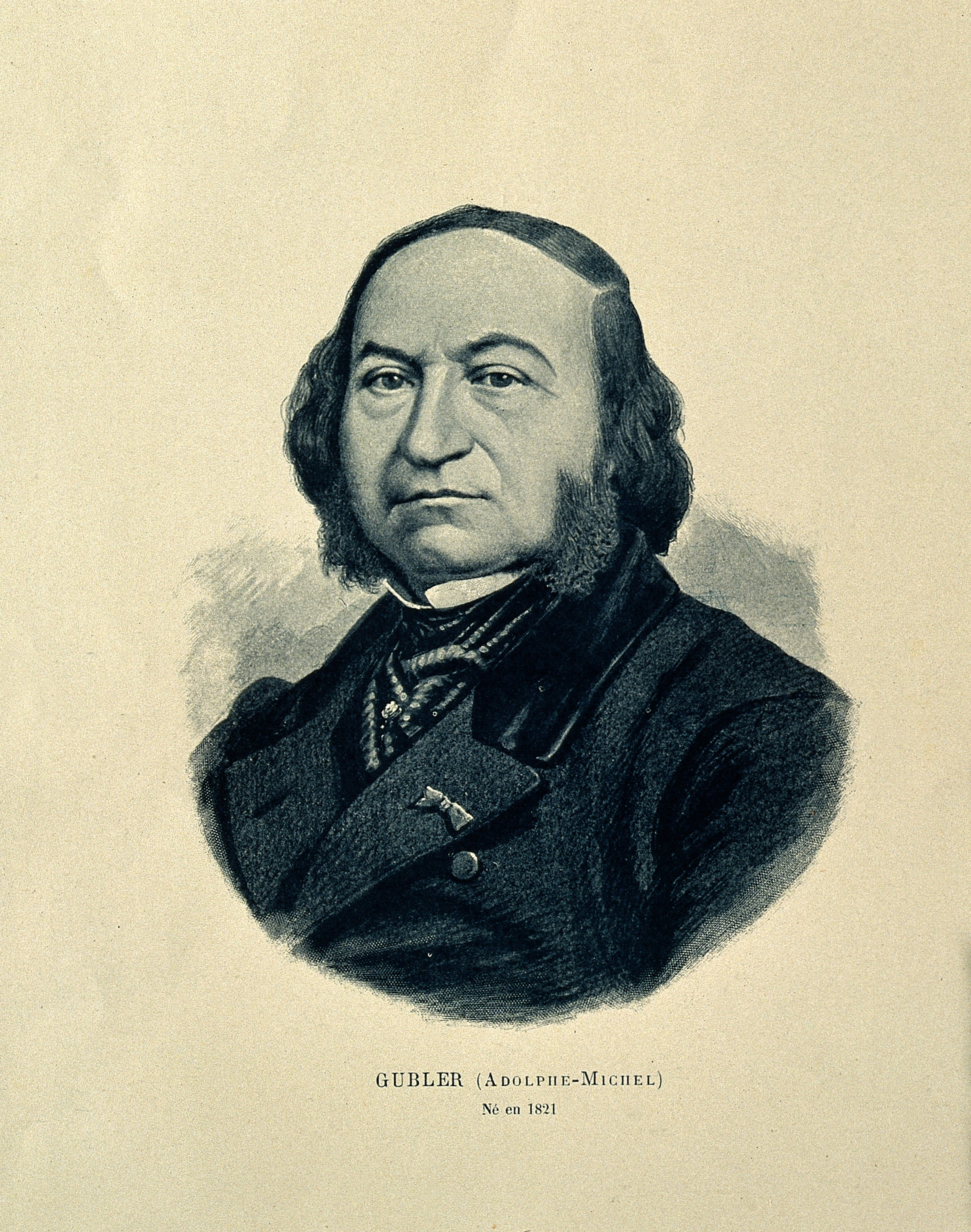
Adolphe-Michel Gubler

- 29 janvier  à Saint-Aubin-sur-Aire : Joseph Émile Colson, mort le 6 août 1870 à la  bataille de Frœschwiller-Wœrth, était un général français.
- 13 février à Monthureux-le-Sec : Alexandre Célestin Amand Gérard[4], dit Célestin Gérard, mort le 19 octobre 1885 à Vierzon, inventeur et industriel français, pionnier du machinisme agricole.
- 5 avril à Metz : Adolphe-Marie Gubler (décédé le 20 avril 1879), médecin et un pharmacologue français.
- 1 mars à Metz : Paul Émile Denis Faivre [5] et mort à Metz le 29 janvier 1868[6], artiste peintre français du XIXe siècle.
- 2 mars à Bar-le-Duc (Meuse) : Henri Bompard, mort le 19 février 1906 à Paris, homme politique français.
- 3 juin à Metz : Jean-Baptiste Pierné[7], mort le 8 septembre 1894 à Pont-du-Casse (Lot-et-Garonne)[7], chanteur d'opéra du Second Empire. Il est le père du compositeur Gabriel Pierné.
- 11 novembre à Celles-sur-Plaine (Vosges) : Nicolas Claude,  mort le 27 février 1888 à Paris, est un industriel et un homme politique français.
- 20 décembre à Phalsbourg : Michel Lévy (1821-1875), fondateur de la maison d’édition Michel Lévy frères qui devint plus tard Calmann-Lévy.

## Décès
- 6 janvier : Charles-François Nivard, né en 1739 à Nancy , peintre paysagiste français.
- 24 février à Nancy : Marie-Anne Collot, sculptrice française née à Paris en 1748 .
- 3 mars à Metz : Joseph Jules de Foucauld, né au château de Lubersac (Corrèze) le 19 septembre et 1782, officier et député français.
- 10 avril à Nancy : François Couhey, né le 7 mars 1752 à Neufchâteau, avocat et un homme politique français.
- 8 mai à Lunéville : Anne Charles Basset de Montaigu, né le 10 juin 1751 à Versailles (Yvelines), général français de la Révolution et de l’Empire.
- 10 juin à Saint-Dié: Joseph Mengin, né le 15 février 1750, Saint-Dié, homme politique français.
- 29 novembre à Rémilly (Moselle) : Jean-Baptiste Dominique Rolland est un homme politique français né le 31 juillet 1753 au même lieu.